# Manuel López Cotilla
Manuel López Cotilla (Guadalajara, Jalisco, 22 de julio de 1800 - ibíd., 27 de octubre de 1861) fue un político y educador mexicano progresista, que promovió la fundación de la educación primaria, de artes y oficios y profesionales, así como de la educación nocturna para adultos. También estableció programas de enseñanza y redactó textos escolares adelantados a su época.
En 1828 fungió como síndico del Ayuntamiento y regidor, creó infraestructura para escuelas de pueblos alrededor del área de Guadalajara y fue el precursor de las escuelas rurales en México. Realizó el reglamento de escuelas primarias; en su trabajo siempre estuvo apegado a la reforma de 1833, en la que destaca: el control del Estado sobre la educación; enseñanza libre dentro del respeto a las disposiciones y reglamentos del gobierno nacional; educación laica sin monopolio del clero; instrucción elemental para hombres y mujeres, niños y adultos.
- Datos: Q5993559